# Phytoseius darwin
Phytoseius darwin är en spindeldjursart som beskrevs av Thomas Walter och John Stanley Beard 1997. Phytoseius darwin ingår i släktet Phytoseius och familjen Phytoseiidae. Inga underarter finns listade i Catalogue of Life.